# Iwan Kaszyrin
Iwan Dmitrijewicz Kaszyrin (ros. Иван Дмитриевич Каширин, ur. 3 stycznia?/15 stycznia 1890 w miejscowości Forsztadt w guberni orenburskiej, zm. 20 września 1937 w Moskwie) – radziecki wojskowy i funkcjonariusz służb specjalnych.

## Życiorys
Służył w rosyjskiej armii, 1909 ukończył szkołę junkrów w Orenburgu, później brał udział w I wojnie światowej, 1917 wstąpił do SDPRR(b). Od czerwca 1918 przewodniczący komitetu wykonawczego rady powiatowej w Wierchnieuralsku, od czerwca do września 1918 komisarz oddziału Uralskiej Armii Partyzanckiej, od września 1918 dowódca brygady 3 Armii, później dowódca Odrębnej Brygady Kozaków Armii Turkiestańskiej, uczestnik wojny domowej w Rosji, od marca do lipca 1920 ponownie przewodniczący komitetu wykonawczego rady powiatowej w Wierchnieuralsku. Od lutego 1920 do marca 1921 przewodniczący Baszkirskiej Obwodowej Czeki, od 19 listopada 1920 do lutego 1921 ludowy komisarz spraw wewnętrznych Baszkirskiej ASRR, od września do grudnia 1921 przewodniczący saratowskiej gubernialnej Czeki, 1922 pełnomocnik specjalny Czeki/GPU do walki z bandytyzmem w Karelii. Od kwietnia do 19 maja 1922 szef Karelskiego Obwodowego Oddziału GPU, 1922 szef ołonieckiego gubernialnego oddziału GPU, od kwietnia do października 1922 szef samarskiego gubernialnego oddziału GPU, od 1 czerwca do 25 października 1922 pełnomocny przedstawiciel GPU przy NKWD RFSRR na Nadwołżański Okręg Wojskowy. Od 1923 do 27 czerwca 1928 pełnomocny przedstawiciel OGPU na Kraj Kirgiski/Kazachstan, od lutego do października 1924 p.o. zastępcy ludowego komisarza spraw wewnętrznych Kirgiskiej ASRR/Kazachskiej ASRR, od 27 czerwca 1928 do 29 stycznia 1931 pełnomocny przedstawiciel OGPU w Kraju Dolnowołżańskim, od stycznia 1931 szef Zarządu Milicji Robotniczo-Chłopskiej i Policji Sądowej przy Radzie Komisarzy Ludowych RFSRR, później do czerwca 1937 szef Wydziału Mobilizacyjnego Ludowego Komisariatu Przemysłu Leśnego ZSRR. Odznaczony Orderem Czerwonego Sztandaru (1925).
21 czerwca 1937 aresztowany, 20 września 1937 skazany na śmierć przez Wojskowe Kolegium Sądu Najwyższego ZSRR "za przynależność do antysowieckiej organizacji terrorystycznej" i rozstrzelany. 20 kwietnia 1957 pośmiertnie zrehabilitowany.